# Schmalefeld
Schmalefeld war eine Ortslage im Wuppertaler Stadtbezirk Vohwinkel, Wohnquartier Schöller-Dornap. Mitte der 1980er Jahre wurde der Ort bei der Erweiterung des Kalksteinbruchs Grube Hahnenfurth abgetragen. Heute befindet sich an der Siedlungsstelle eine aufgeschüttete Halde.

## Lage und Beschreibung
Schmalefeld lag im Norden Vohwinkels in der Nähe der Stadtgrenze zu Wülfrath und Mettmann. Benachbarte Orte sind Überzurbeck und Tillmannsdorf in Wülfrath und Bollenbergsdorf, Dornap, Hahnenfurth, Heistersfeld in Wuppertal.

## Geschichte
Im 19. Jahrhundert war Schmalefeld ein Wohnplatz in der Landgemeinde Unterdüssel der Bürgermeisterei Wülfrath, die aus der bergischen Honschaft Unterdüssel hervorging. Auf der Topographischen Aufnahme der Rheinlande von 1824 ist ein Ort mit Schmalenberg beschriftet, auf der Preußischen Uraufnahme von 1843 ist der Ort als Schmalefeld beschriftet. 1888 besaß der Ort laut dem Gemeindelexikon für die Provinz Rheinland ein Haus mit fünf Einwohnern.
Ende des 19. Jahrhunderts begann der industrielle Abbau des devonischen Massenkalks im Bereich Dornap/Hahnenfurth, dem Schmalefeld schließlich Mitte der 1980er Jahre zum Opfer fiel.